# أولاد سي علال (الحمادات)
أولاد سي علال هو دُوَّار يقع بجماعة كيسر، إقليم سطات، جهة الدار البيضاء سطات في المملكة المغربية. ينتمي الدوّار لمشيخة الحمادات التي تضم 17 دوار. يقدر عدد سكانه بـ 741 نسمة حسب الإحصاء الرسمي للسكان والسكنى لسنة 2004.

## روابط خارجية
- البوابة الوطنية للجماعات الترابية
- المندوبية السامية للتخطيط